# Diáspora armenia

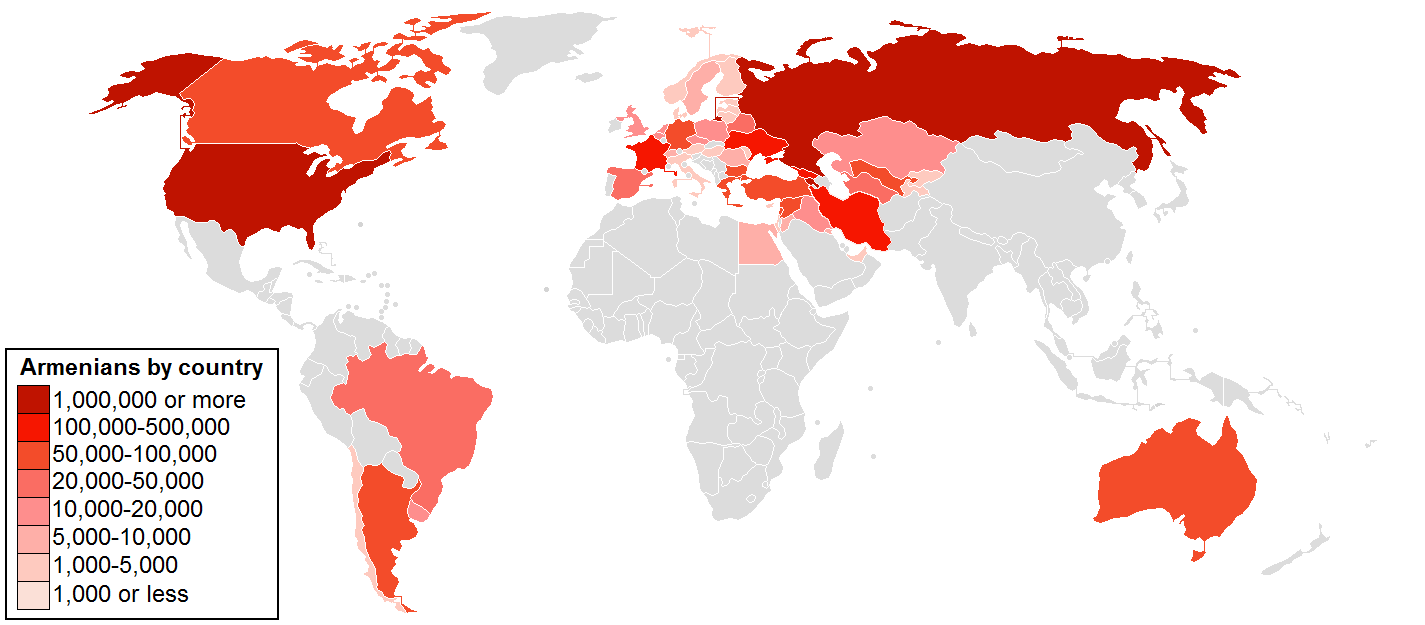
Mapa de la diáspora armenia.

La diáspora armenia es un término utilizado para describir las comunidades que han fundado los armenios que viven fuera de Armenia y Alto Karabaj. Del total de la población armenia que vive en todo el mundo (en 2004 se estima en algo más de 12 000 000 de personas), solo alrededor de 3 300 000 viven en Armenia y alrededor de 140 000 en la región de Alto Karabaj. La diáspora armenia se estima en una población aproximada de 8 000 000 de personas. Sólo una quinta parte de la población armenia mundial vive en la ex-república soviética de Armenia, incluyendo los territorios armenios de antes de la Primera Guerra Mundial y de 1920, que cubría un territorio cinco o seis veces mayor que el de la actual Armenia, incluidas las regiones orientales de Turquía, partes de Irán y de Siria.

## Origen

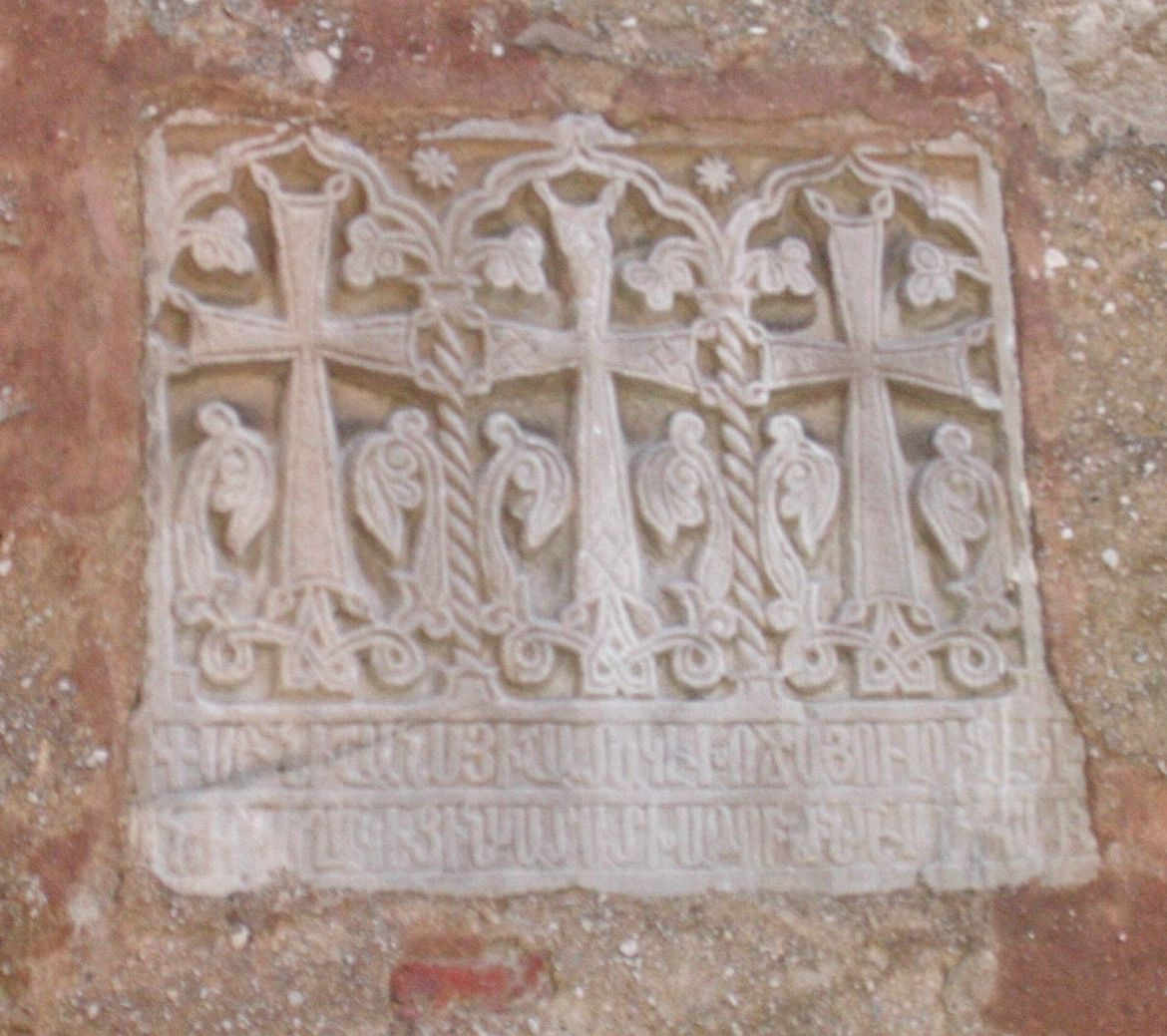
Jachkar en el muro de la iglesia armenia de San Sergio, en Teodosia, Crimea.

Aunque ha existido una diáspora armenia desde la pérdida de la condición de estado en 1375, cuando el Reino Armenio de Cilicia cayó bajo control de los mamelucos, el exilio creció exponencialmente después del genocidio armenio. A pesar de que muchos armenios murieron, otros lograron escapar y se establecieron en varios países de Europa oriental, los Balcanes, Oriente Medio y ciudades como Moscú y Sochi, en Rusia, Odesa, Sebastopol y Crimea, en Ucrania, Tiflis y Batumi, en Georgia, Plovdiv, en Bulgaria, Atenas, en Grecia, Beirut, en el Líbano y Aleppo, en Siria. Israel acoge una pequeña y muy antigua comunidad armenia centrada en el llamado Barrio armenio de Jerusalén. 
Varios millones de armenios se instalaron en la Europa Occidental (es decir, Francia, Alemania, Italia y los Países Bajos) y en América (Norte y Sur), a partir de la década de 1890. Algunas comunidades armenias importantes existen también en el Lejano Oriente de Rusia, así como en las ex repúblicas soviéticas de Asia central. Algunos de estos grupos fueron alentados a asentarse en la zona por las autoridades zaristas y soviéticas, mientras que otros no tienen posibilidad de elegir, por ser parte de la población deportada por Stalin. Se pueden encontrar pequeñas comunidades armenias en la India, Australia, Nueva Zelanda, África subsahariana (Sudán, Sudáfrica y Etiopía), y en el extremo oriente: Singapur, Birmania y Hong Kong. Existieron comunidades de exiliados armenios en China, Japón y Filipinas, pero la cultura armenia en estos países ha desaparecido prácticamente.

## Tras el genocidio

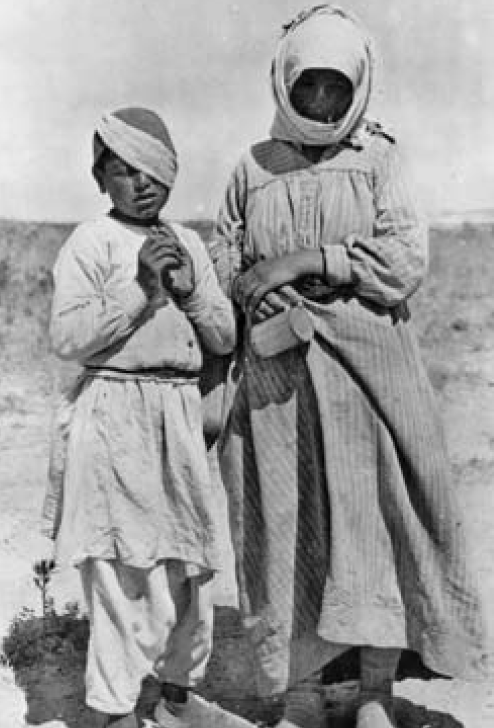
Refugiada armenia y su hijo (1919).

Inmediatamente después del genocidio armenio, grandes cantidades de armenios de la diáspora vivieron en campos de refugiados. Sin embargo, con la mejora de la situación financiera, los campamentos se convirtieron en ciudades. Este fue el caso de muchas de las regiones de población armenia en el Líbano, como Anjar y Bourj Hammoud. Con el tiempo, los armenios se organizaron mediante la construcción de iglesias, escuelas, centros comunitarios, etc. Diversos partidos políticos y sindicatos de beneficencia, como la Federación Revolucionaria Armenia (FRA o Dashnaktsutiun), el Partido Social-Demócrata Henchakian y la Unión General Armenia de Beneficencia (UGAB), se establecieron allí donde existía un número considerable de armenios.
Entre los años 1940 y 1950, la Unión Soviética trató de extender su influencia en todo el mundo, y especialmente en el Oriente Medio. El partido Social-Demócrata Henchakian, ideológicamente próximo al comunismo, apoyó a la Unión Soviética en su esfuerzo por ampliar su esfera de influencia en Oriente Medio. El Foro Regional de la ASEAN, a pesar de sus antecedentes socialistas, era un partido nacionalista, y se opuso, ya que defendía la idea de un país libre, independiente, unido y armenio. La FRA luchó para preservar la bandera, escudo de armas e himno nacional de la República Independiente de Armenia de 1918-1922, mientras otros grupos optaron por el apoyo soviético, viéndolo como el único lugar en el mundo en el que los armenios puedan vivir con seguridad.

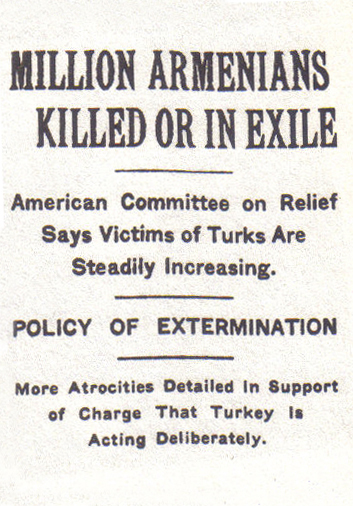
Artículo del New York Times sobre el genocidio y diáspora armenios.

También hay un conflicto a nivel de la Iglesia apostólica armenia, que cuenta con dos Catholicos. El Catholicos de todos los Armenios tiene su sede en Echmiadzin, Armenia, mientras que el Catholicos de la Gran Casa de Cilicia reside en Antelias, Líbano. Durante la época de la "guerra fría", el Catholicosado de Echmiadzin se hallaba bajo el control soviético y contaba con el apoyo de los partidos Henchakian y Ramgavar, mientras que a partir de 1956 la F.R.A. se posicionó junto al Catholicosado de Cilicia, ya que pensaba que el Catholicosado de Echmiadzin era una herramienta para la propagación del comunismo. En 1958, durante el clímax de este conflicto, hubo enfrentamientos armados entre los partidarios de ambos bandos, incluyendo asesinatos y deserciones, en el Líbano. Sin embargo, las tensiones acabaron en 1975, durante la guerra civil libanesa, cuando los armenios tuvieron que unirse a fin de sobrevivir entre ambos fuegos. Ciudadanos armenios de Irak e Irán lucharon en ambos ejércitos durante la guerra entre Irán e Irak entre 1980 y 1988.

## Segunda diáspora
Después de la ampliación de panarábica en Egipto y Siria, el islamismo en Irán y la guerra civil en el Líbano, decenas de miles de armenios emigraron de Oriente Medio y se establecieron en los Estados Unidos, Canadá, Francia y otros lugares, donde fundaron grupos de presión para apoyar a la República de Armenia y extender el reconocimiento internacional y la condena del genocidio armenio. Hoy, los países con el mayor número de armenios (con exclusión de Armenia y Nagorno-Karabaj) son Rusia, Estados Unidos, Francia, Irán (aunque su comunidad se ha visto muy reducida desde el decenio de 1970), Líbano, Georgia, Siria, Argentina, Canadá y Ucrania.

## Población armenia en el mundo
| Orden | País | Capital                        | Centros de Población Armenia | N.º de Armenios                                                                                    | Dialecto(s) hablado(s)                              | Información adicional               |  |
| ----- | --- | ------------------------------ | --- | -------------------------------------------------------------------------------------------------- | --------------------------------------------------- | ----------------------------------- |  |
| 1     | Armenia | Ereván                         | El país entero | 3 001 643(Estimada en 2018)                                                                        | Idioma armenio oriental                             |                                     |  |
| 2     | Rusia | Moscú                          | Moscú, San Petersburgo, Cáucaso Norte, Vladivostok | 2.250.000 /> 2.500.000                                                                             | Idioma armenio oriental                             | Armenios en Rusia                   |  |
| 3     | Estados Unidos | Washington D. C.               | Los Ángeles, Glendale, Fresno, Boston, Watertown, Detroit, Nueva York, San Francisco, Miami, Chicago, Phoenix, Filadelfia, Cleveland                         | 1.400.000 /> 1.800.000                                                                             | Idioma armenio occidental y Idioma armenio oriental | Armenios en los Estados Unidos      |  |
| 4     | Francia | París                          | París, Marsella, Lyon, Niza, Valence, Vienne, Saint-Chamond, Toulouse                                                                                        | 900.000 /> 1.000.000                                                                               | Idioma armenio occidental y Idioma armenio oriental | Armenios en Francia                 |  |
| 5     | Irán | Teherán                        | Teherán, Isfahán, Nueva Julfa, Tabriz, Urmia, Norte de Irán                                                                                                  | 560.000 /> 700.000                                                                                 | Idioma armenio oriental                             | Armenios en Irán                    |  |
| 6     | Ucrania | Kiev                           | Kiev, Odesa, Crimea, Dnipropetrovsk, Donetsk, Zaporizhzhia, Lugansk, Járkov                                                                                  | 130.000 /> 400.000                                                                                 | Idioma armenio oriental                             | Armenios en Ucrania                 |  |
| 7     | Georgia | Tiflis                         | Tiflis, Samtskhe-Javakheti, Adjaria, Abjasia | 350.000 (censo de 2004) /> 400.000                                                                 | Idioma armenio oriental                             | Armenios en Georgia                 |  |
| 8     | Siria | Damasco                        | Damasco, Aleppo, Kamishli | 190.000 /> 250.000                                                                                 | Idioma armenio occidental                           | Armenios en Siria                   |  |
| 9     | Líbano | Beirut                         | Beirut, Bourj Hammoud, Anjar | 254.000 /> 300.000                                                                                 | Idioma armenio occidental                           | Armenios en Líbano                  |  |
| 10    | República del Alto Karabaj (La región del Alto Karabaj se encuentra en la actualidad controlada por milicias armenias; aunque de jure pertenece a Azerbaiyán.) | Stepanakert                    | Toda la región | 138.000                                                                                            | Idioma armenio oriental                             |                                     |  |
| 11    | Argentina | Buenos Aires                   | Buenos Aires, Córdoba, Rosario, Mendoza, Mar del Plata | 135.000 /                                                                                          | Idioma armenio occidental e Idioma armenio oriental | Armenios en Argentina               |  |
| 12    | Polonia | Varsovia                       | | 92.000 /> 100.000                                                                                  | Idioma armenio occidental y Idioma armenio oriental | Armenios en Polonia                 |  |
| 13    | España | Madrid                         | Barcelona, Valencia, Madrid, Alicante, Málaga, Albacete | 50.000 /> 80.000                                                                                   | Idioma armenio oriental y Idioma armenio occidental | Armenios en España                  |  |
| 14    | Jordania | Amán                           | | 70.000                                                                                             | Idioma armenio occidental                           | Armenios en Jordania                |  |
| 15    | Uzbekistán | Taskent                        | | 70.000                                                                                             | Idioma armenio oriental                             | Armenios en Uzbekistán              |  |
| 16    | Grecia | Atenas                         | Atenas, Tesalónica, El Pireo, Kavala | 36.000 /> 70.000                                                                                   | Idioma armenio occidental y Idioma armenio oriental | Armenios en Grecia                  |  |
| 17    | Canadá | Ottawa                         | Montreal, Laval, Toronto, Cambridge, Vancouver | 91.500 (censo de 2006) /> 100.000                                                                  | Idioma armenio occidental y Idioma armenio oriental | Armenios en Canadá                  |  |
| 18    | Australia | Canberra                       | Sídney, Melbourne | 60.000 /> 70.000                                                                                   | Idioma armenio occidental y Idioma armenio oriental | Armenios en Australia               |  |
| 19    | Alemania | Berlín                         | | 45.000 /> 70.000                                                                                   | Idioma armenio occidental y Idioma armenio oriental | Armenios en Alemania                |  |
| 20    | Brasil | Brasilia                       | Región Metropolitana de São Paulo | 42.000 /> 80.000-90.000                                                                            | Idioma armenio occidental                           | Armenios en Brasil                  |  |
| 21    | Turquía | Ankara                         | Estambul, con comunidades en Vakıflı y Sason así como los Hamshenis quienes han conservado su propio dialecto armenio (Homshetsi) en la Provincia de Artvin. | 80.000 (los Hamshenis no están incluidos) / aproximadamente 400 000 armenios hamshenis. /> 480 000 | Idioma armenio occidental                           | Armenios en Turquía                 |  |
| 22    | Bulgaria | Sofía                          | Sofía, Plovdiv | 30 000 /> 47.000                                                                                   | Idioma armenio occidental y Idioma armenio oriental | Armenos en Bulgaria                 |  |
| 23    | Turkmenistán | Asjabad                        | | 30 000 /> 35.000                                                                                   | Idioma armenio oriental                             | Armenios en Turkmenistán            |  |
| 24    | Bielorrusia | Minsk                          | | 30 000 / 50 000                                                                                    | Idioma armenio oriental                             | Armenios en Bielorrusia             |  |
| 25    | Kazajistán | Astaná                         | | 25,000                                                                                             | Idioma armenio oriental                             | Armenios en Kazajistán              |  |
| 26    | Irak | Bagdad                         | Bagdad, Mosul, Zakho, Avzrog | 20.000 /> 60.000                                                                                   | Idioma armenio occidental                           | Armenios en Irak                    |  |
| 27    | Uruguay | Montevideo                     | | 19.000 /> 20.000                                                                                   | Idioma armenio occidental                           | Armenios en Uruguay                 |  |
| 28    | Reino Unido | Londres                        | Londres, Mánchester | 18.000 /> 100.000                                                                                  | Idioma armenio occidental y Idioma armenio oriental | Armenios en el Reino Unido          |  |
| 29    | Hungría | Budapest                       | Budapest y Región de Pest | 15 000 /> 30 000                                                                                   | Idioma armenio occidental                           | Armenios en Hungría                 |  |
| 30    | Bélgica | Bruselas                       | | 11 000 /> 15.000                                                                                   | Idioma armenio occidental                           | Armenios en Bélgica                 |  |
| 31    | República Checa | Praga                          | | 10.000                                                                                             | Idioma armenio occidental                           | Armenios en la República Checa      |  |
| 32    | Israel | Jerusalén                      | Barrio armenio de Jerusalén | 20.000                                                                                             | Idioma armenio occidental                           | Armenios en Israel                  |  |
| 33    | Egipto | El Cairo                       | El Cairo, Alejandría | > 8000-10.000                                                                                      | Idioma armenio occidental                           | Armenios en Egipto                  |  |
| 34    | Suiza | Berna                          | | 5.000-8000                                                                                         | Idioma armenio occidental                           | Armenios en Suiza                   |  |
| 35    | Moldavia | Chisináu                       | | 8000                                                                                               | Idioma armenio oriental                             | Armenios en Moldavia                |  |
| 36    | Países Bajos | Ámsterdam                      | Ámsterdam, Dordrecht, La Haya, Leiden, Róterdam | > 7.000 / 20.000                                                                                   | Idioma armenio occidental                           | Armenios en los Países Bajos        |  |
| 37    | Letonia | Riga                           | | 5.000                                                                                              | Idioma armenio oriental                             | Armenios en Letonia                 |  |
| 38    | Tayikistán | Dusambé                        | | 6.000                                                                                              | Idioma armenio oriental                             | Armenios en Tayikistán              |  |
| 39    | Suecia | Estocolmo                      | | > 8000                                                                                             | Idioma armenio occidental y Idioma armenio oriental | Armenios en Suecia                  |  |
| 40    | Kuwait | Ciudad de Kuwait               | | > 5.000                                                                                            | Idioma armenio occidental                           | Armenios en Kuwait                  |  |
| 41    | Kirguistán | Biskek                         | | 5.000                                                                                              | Idioma armenio oriental                             | Armenios en Kirguistán              |  |
| 42    | EAU | Abu Dabi                       | | 3.500                                                                                              | Idioma armenio occidental                           | Armenios en Emiratos Árabes Unidos  |  |
| 43    | Dinamarca | Copenhague                     | | 1.200                                                                                              | Idioma armenio occidental                           | Armenios en Dinamarca               |  |
| 44    | Austria | Viena                          | | 3.000-5.000?                                                                                       | Idioma armenio occidental                           | Armenios en Austria                 |  |
| 45    | Venezuela | Caracas                        | | > 4.000                                                                                            | Idioma armenio occidental                           | Armenios en Venezuela               |  |
| 46    | Lituania | Vilna                          | | > 3.500                                                                                            | Idioma armenio oriental                             | Armenios en Lituania                |  |
| 47    | Italia | Roma                           | Milán, Roma, Venecia | 3.000                                                                                              | Idioma armenio occidental                           | Armenios en Italia                  |  |
| 48    | Chile | Santiago de Chile y Valparaíso | Santiago de Chile, Valparaíso, Concepción | 1500 > 2000 armenios viviendo en Chile, descendientes> 30 000-35 000                               | Idioma armenio occidental                           | Armenios en Chile                   |  |
| 49    | Estonia | Tallin                         | | > 3000                                                                                             | Idioma armenio oriental                             | Armenios en Estonia                 |  |
| 50    | Rumania | Bucarest                       | | > 3.000 / 14.000                                                                                   | Idioma armenio occidental                           | Armenios en Rumania                 |  |
| 51    | Chipre | Nicosia                        | Nicosia, Limassol y Lárnaca | 2.740 (censo de 1987) /> 12.000                                                                    | Idioma armenio occidental                           | Armenios en Chipre                  |  |
| 52    | Noruega | Oslo                           | | 1.000                                                                                              | Idioma armenio occidental                           | Armenios en Noruega                 |  |
| 53    | Finlandia | Helsinki                       | | 1.000                                                                                              | Idioma armenio occidental                           | Armenios en Finlandia               |  |
| 54    | Sudán | Jartum                         | | 2.000-5.000?                                                                                       | Idioma armenio occidental                           | Armenios en Sudán                   |  |
| 55    | Tailandia | Bangkok                        | | 1.000-2.000?                                                                                       | Idioma armenio occidental                           | Armenios en Tailandia               |  |
| 56    | Honduras | Tegucigalpa                    | | 900-1.200?                                                                                         | Idioma armenio occidental                           | Armenios en Honduras                |  |
| 57    | Nueva Zelanda | Wellington                     | | 600-2.000?                                                                                         | Idioma armenio occidental                           | Armenios en Nueva Zelanda           |  |
| 58    | México | Ciudad de México               | | 560- > 10.000?                                                                                     | Idioma armenio occidental                           | Armenios en México                  |  |
| 59    | Albania | Tirana                         | | 500-672?                                                                                           | Idioma armenio occidental                           | Armenios en Albania                 |  |
| 60    | India | Nueva Delhi                    | Calcuta | 500-3.000?                                                                                         | Idioma armenio occidental y Idioma armenio oriental | Armenios en India                   |  |
| 61    | Colombia | Bogotá                         | | 250–3.000?                                                                                         | Idioma armenio occidental                           | Armenios en Colombia                |  |
| 62    | Mónaco | Mónaco                         | | 200-464?                                                                                           | Idioma armenio occidental                           | Armenios en Mónaco                  |  |
| 63    | Sudáfrica | Pretoria                       | | 200-1.500?                                                                                         | Idioma armenio occidental                           | Armenios en Sudáfrica               |  |
| 64    | Perú | Lima                           | | 150-200?                                                                                           | Idioma armenio occidental                           | Armenios en el Perú                 |  |
| 65    | Catar | Doha                           | | 150-1.200?                                                                                         | Idioma armenio occidental                           | Armenios en Catar                   |  |
| 66    | Cuba | La Habana                      | | 100-200?                                                                                           | Idioma armenio occidental                           | Armenios en Cuba                    |  |
| 67    | Etiopía | Adís Abeba                     | | 100-6.300?                                                                                         | Idioma armenio occidental                           | Armenios en Etiopía                 |  |
| 68    | República Dominicana | Santo Domingo                  | | 75-300?                                                                                            | Idioma armenio occidental                           | Armenios en la República Dominicana |  |
| 69    | Irlanda | Dublín                         | | 50-130?                                                                                            | Idioma armenio occidental                           | Armenios en Irlanda                 |  |
| 70    | Costa Rica | San José                       | | 40-200?                                                                                            | Idioma armenio occidental                           | Armenios en Costa Rica              |  |
| 71    | Singapur | Singapur                       | | 35-120?                                                                                            | Idioma armenio occidental                           | Armenios en Singapur                |  |
| 72    | Zimbabue | Harare                         | | 28-75?                                                                                             | Idioma armenio occidental                           | Armenios en Zimbabue                |  |
| 73    | Indonesia | Yakarta                        | | 20-200?                                                                                            | Idioma armenio occidental                           | Armenios en Indonesia               |  |
| 74    | Pakistán | Karachi                        | | 20–600?                                                                                            | Idioma armenio occidental                           | Armenios en Pakistán                |  |
| 75    | Guatemala | Ciudad de Guatemala            | | 20–100?                                                                                            | Idioma armenio occidental                           | Armenios en Guatemala               |  |
| 76    | Nicaragua | Managua                        | | 20–40?                                                                                             | Idioma armenio occidental                           | Armenios en Nicaragua               |  |
| 77    | Panamá | Panamá, Panamá Oeste, Chiriquí | | 30–60                                                                                              | Idioma armenio occidental y oriental                | Armenios en Panamá                  |  |

|}

### Organizaciones políticas de la diáspora armenia
- Federación Europea armenia para la Justicia y la Democracia - 'Europa'
- Comité Nacional Armenio de América - 'EE.UU.'
- Comité de Défense de la Causa Armenia - 'Francia' Archivado el 9 de enero de 2016 en Wayback Machine.
- Campaña por el reconocimiento del genocidio armenio - 'Reino Unido
- Comité Nacional Armenio de Canadá - 'Canadá'
- Comité Nacional Armenio de Oriente Medio - 'Oriente Medio' Archivado el 27 de septiembre de 2007 en Wayback Machine.
- Consejo Nacional Armenio de Sudamérica - 'Sudamérica'

### Enlaces generales
- Neruzh Diaspora Tech Startup Program
- armeniadiaspora.com en inglés.
- Diáspora Armenia en español.

- Datos: Q550095
- Multimedia: Armenian diaspora / Q550095